# Vala comum

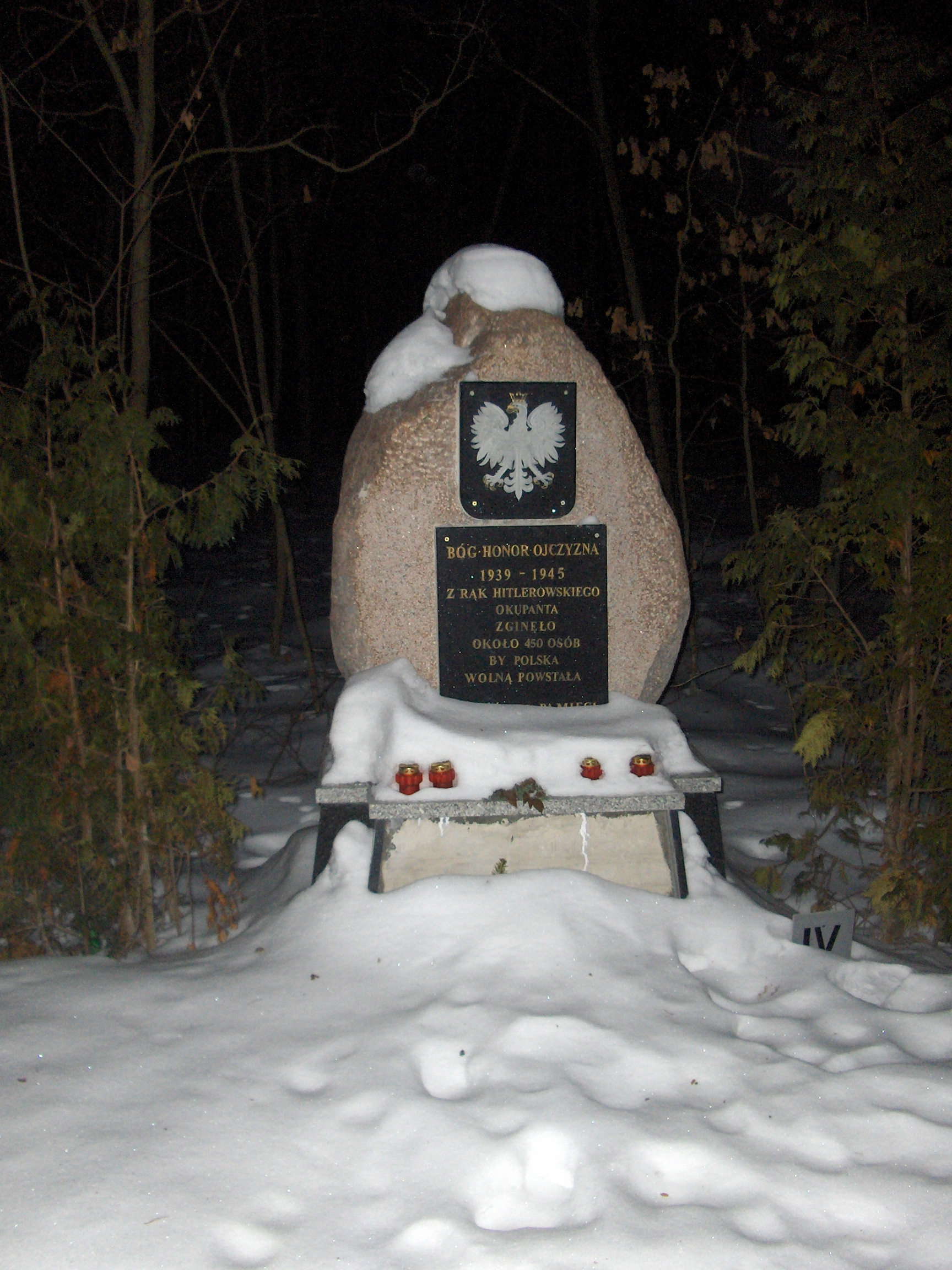
Vala comum no bosque de Kolonka (Polónia)

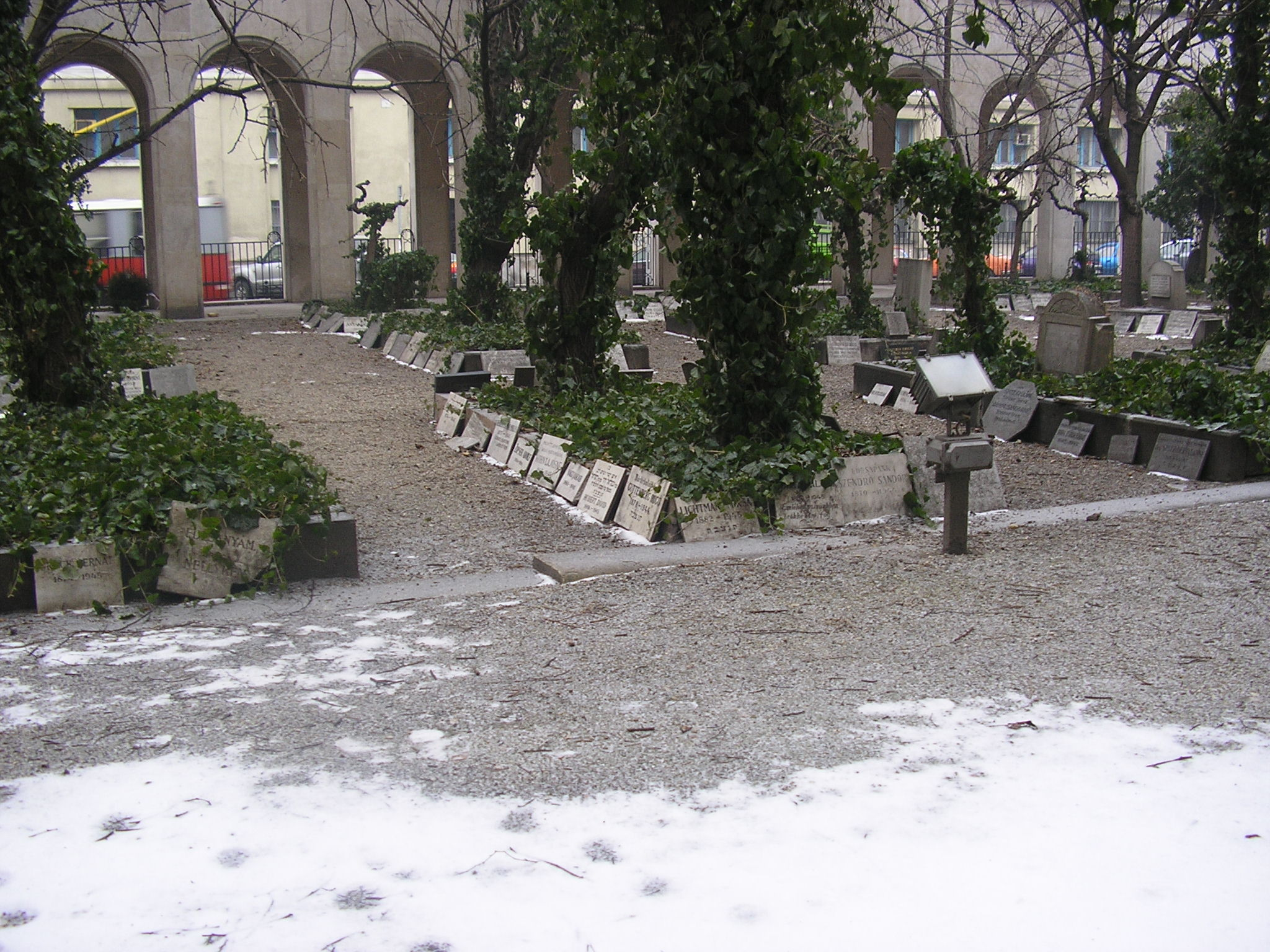
Vala comum do gueto de Budapeste, por trás da Grande Sinagoga

Vala comum é uma cova normalmente localizada nos cemitérios onde um conjunto de cadáveres que não podem ser colocados em sepultura individual, ou que são de origem desconhecida ou ainda não reclamados são enterrados sem cerimónia alguma. Na maioria das vezes os mesmos não são registrados nos locais onde foram enterrados. A Organização das Nações Unidas (ONU) define como vala comum a cova que contém três ou mais vítimas de uma execução conjunta (Massacre).
Valas comuns também são frequentemente empregadas para enterrar um grande número de vítimas de desastres naturais, tais como terremotos e furacões.
Na decorrência da Pandemia de COVID-19, em alguns países como Irão, Estados Unidos, Brasil e Peru, foi necessário abrir valas comuns para sepultar a elevada quantidade de mortos.

## História
As valas comuns são uma variação do sepultamento comum, ainda ocasionalmente praticado hoje em dia em circunstâncias de desastres e guerra. Missa ou sepultamento comunitário era uma prática comum antes do desenvolvimento de uma câmara crematória confiável por Ludovico Brunetti em 1873.
Em Paris, a prática do enterro em massa e, em particular, a condição do Cimetière des Innocents, levaram Luís XVI a eliminar os cemitérios parisienses. Os restos mortais foram removidos e colocados no subsolo de Paris, formando as primeiras Catacumbas. Só o cemitério chamado "Le Cimetière des Innocents" tinha 6 000 000 de mortos para remover. O enterro começou fora dos limites da cidade, onde hoje é o cemitério Père Lachaise.

## Preocupações com a saúde
O debate em torno das valas comuns entre os epidemiologistas inclui se, em um desastre natural, se deve ou não deixar os cadáveres para sepultamentos individuais tradicionais, ou enterrar os corpos em valas comuns. Por exemplo, se ocorrer uma epidemia durante o inverno, as moscas têm menos probabilidade de infestar cadáveres, reduzindo o risco de surtos de disenteria, diarreia, difteria ou tétano, o que diminui a urgência de usar valas comuns. Uma pesquisa publicada em 2004 indica que os riscos à saúde de cadáveres após desastres naturais são relativamente limitados.